# Telipogon personatus
Telipogon personatus är en orkidéart som beskrevs av Robert Louis Dressler. Telipogon personatus ingår i släktet Telipogon och familjen orkidéer.
Artens utbredningsområde är Panamá. Inga underarter finns listade i Catalogue of Life.